# نيلس كارلسون
نيلس كارلسون (بالسويدية: Nils Karlsson)‏ هو متزحلق سويدي، ولد في 25 يونيو 1917 في مورا في السويد، وتوفي بنفس المكان في 16 يونيو 2012.

## وصلات خارجية
- نيلس كارلسون على موقع الاتحاد الدولي للتزلج (التزلج الريفي) (الإنجليزية)
- نيلس كارلسون على موقع أوليمبيديا (الإنجليزية)
- نيلس كارلسون على موقع اللجنة الأولمبية السويدية (السويدية)